# Hermanovce
Hermanovce (allemand : Hermansdorf bei Jaronitz) est un village de Slovaquie situé dans la région de Prešov.

## Histoire
Première mention écrite du village en 1320.

## Démographie

### Évolution de la population
| Année:               | 1994. | 2004.    | 2014.    | 2024.   |
| -------------------- | ----- | -------- | -------- | ------- |
| Nombre de personnes: | 1359  | 1539     | 1879     | 1738    |
| Différence:          |       | +13,24 % | +22,09 % | -7,50 % |

| Année:               | 2023. | 2024.   |
| -------------------- | ----- | ------- |
| Nombre de personnes: | 1704  | 1738    |
| Différence:          |       | +1,99 % |